# Nestopia
Nestopia è un emulatore open source e multipiattaforma per la console Nintendo Entertainment System costruito per emulare l'hardware più accuratamente possibile.

## Storia
Originariamente creato solo per Microsoft Windows da Martin Freij, sono disponibili porting per macOS e sistemi GNU Linux da parte rispettivamente di Richard Bannister e R. Belmont.
Un pacco di "cheat codes" è stato poi creato e reso disponibile sul sito web Mighty Mo's World, che consiste in migliaia di codici Game Genie e Pro Action Replay per centinaia di giochi.

## Caratteristiche
Nestopia emula la CPU della console in un ciclo con esatta granulosità, assicurando un pieno supporto per tutti i videogiochi Nintendo. Altre caratteristiche presenti nel manuale di Nestopia sono:
- Supporto del Famicom Disk System
- Supporto del VS. UniSystem Supporto del
- Supporto dell'NSF
- Accurata riproduzione video con supporto NTSC
- Supporto di un "salvastato"
- Supporto "Rewind"
- Supporto patching
- Registrazione Audio/Video